# Basilique Sainte-Sabine de Rome
Pour les articles homonymes, voir Église Santa Sabina.
La basilique Sainte-Sabine de Rome (en italien : basilica di Santa Sabina all'Aventino) est une basilique mineure située à Rome sur l'Aventin, près du Tibre. C'est aussi l'église conventuelle du couvent homonyme de l'ordre des Prêcheurs (dominicains) depuis le XIIIe siècle. Ce couvent abrite désormais le gouvernement de l'Ordre.
Construite sous le Bas-Empire au Ve siècle, et restaurée au début du XXe siècle pour en retirer quelques ajouts et décors postérieurs, c'est aujourd'hui l'une des églises à plan basilical les mieux préservées et les plus représentatives de l'architecture paléochrétienne de Rome.

## Histoire
L'église est construite sous le pontificat de Célestin Ier, entre 422 et 432 par le prêtre Pierre d'Illyrie, originaire de Dalmatie, sur le site d'un ancien titre (titulus). Dès l'origine, elle fut dédiée à sainte Sabine, une martyre chrétienne du IIe siècle. Elle fut construite suivant un plan basilical rectangulaire à vingt-quatre colonnes de marbre.
Au Xe siècle, un campanile est adjoint à l'église, puis modifié au XVIIe siècle.
En 1219, le pape Honorius III donna l'église à saint Dominique, pour y installer l'ordre des Prêcheurs qu'il venait de fonder. Celui-ci y fit bâtir un cloître et des bâtiments conventuels.
Au XVIe siècle, l'empereur Charles Quint fit considérablement transformer l'intérieur de la basilique antique, en y adjoignant des décorations dans le style de la Contre-Réforme.
Les ajouts baroques furent supprimés lors d'une importante restauration, qui redonna à l'église sa simplicité et sa blancheur primitives. Seule la chapelle baroque dédiée à sainte Catherine de Sienne, datant du XVIIe siècle, fut conservée.

## Description

### Extérieur

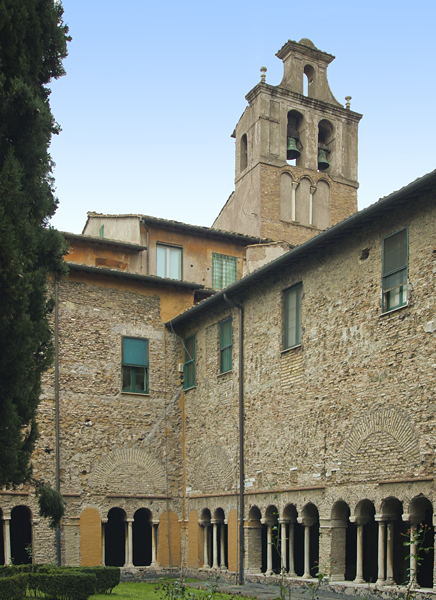
Clocher et cloître.

L'église n'a pas de façade : elle est incorporée dans l'atrium qui suit le plan de l'ancien narthex, l'un des quatre bras de l'ancien quadriportique, actuellement à l'intérieur du monastère dominicain. On accède également à l'église par un portail, précédé d'un petit portique à trois arches, situé sur le côté droit.
Des éléments typiques de l'architecture paléochrétienne sont les murs extérieurs lisses (sans contreforts, puisque le toit était toujours fait d'une charpente à fermes, structure exerçant une poussée verticale sur les murs latéraux), et les grandes fenêtres ouvertes dans le clair-étage (la partie la plus haute de la nef centrale). Au cours des siècles suivants, lorsque la capacité de réaliser de grands vitraux a été perdue, les ouvertures dans les églises ont été considérablement réduites.
Des traces de l'ancien clocher paléochrétien subsistent dans la base du clocher-mur baroque, situé à gauche de la façade de l'église. Le monastère est caractérisé par un cloître quadrangulaire avec des galeries sur les quatre côtés qui s'ouvrent vers le centre, et des fenêtres à plusieurs lancettes soutenues par des colonnes de marbre.

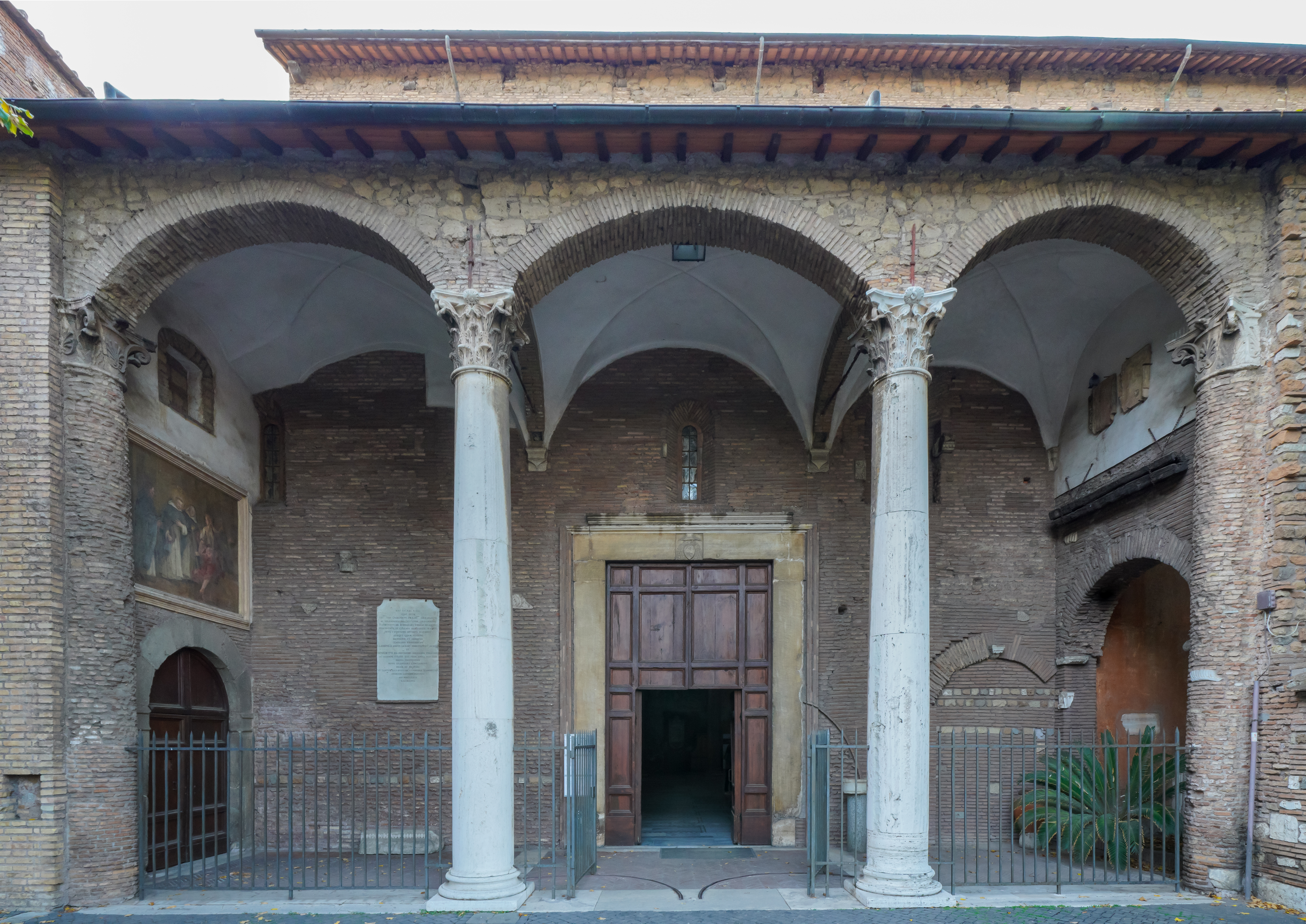
Porche latéral et entrée principale.
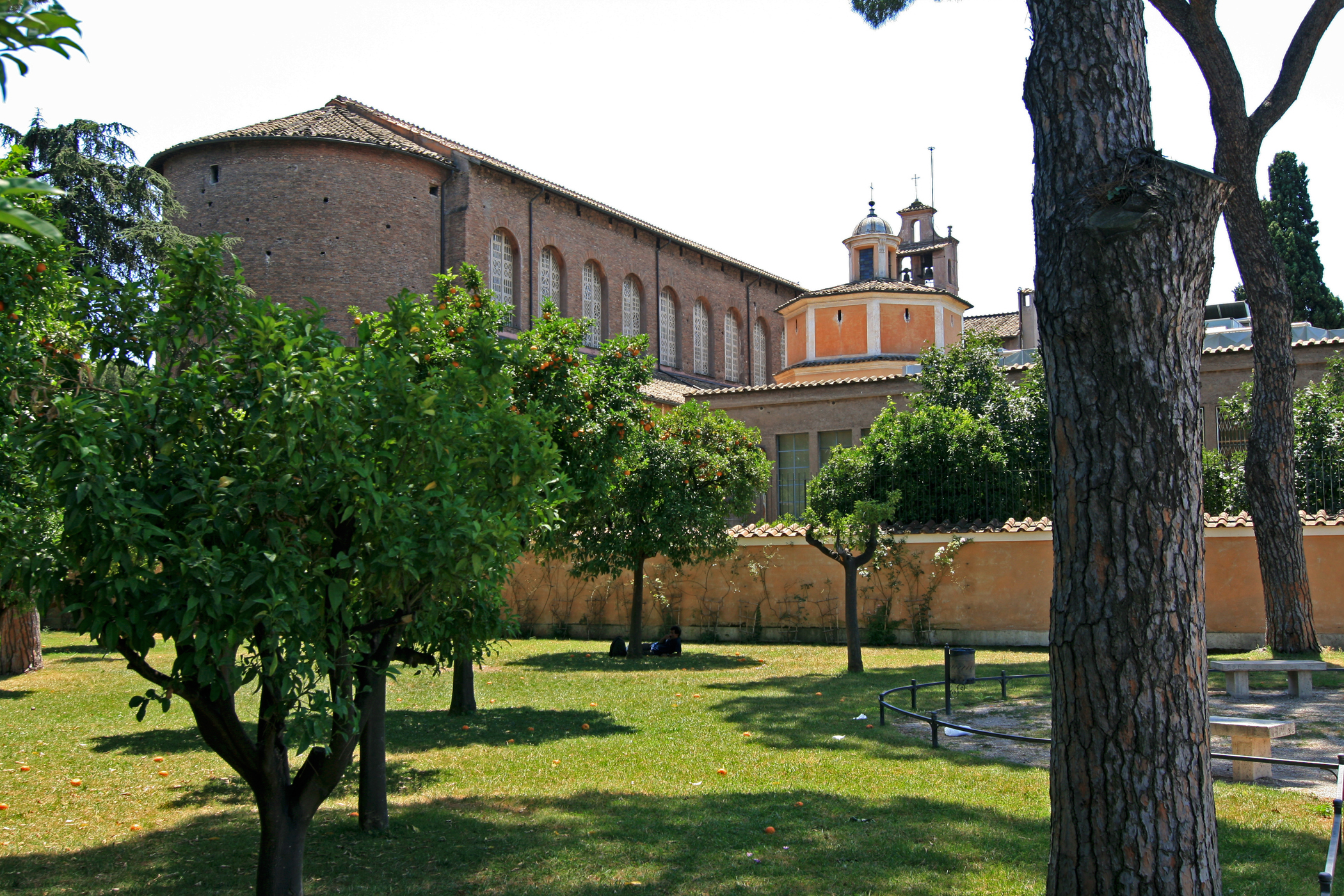
Vue depuis le jardin des orangers.
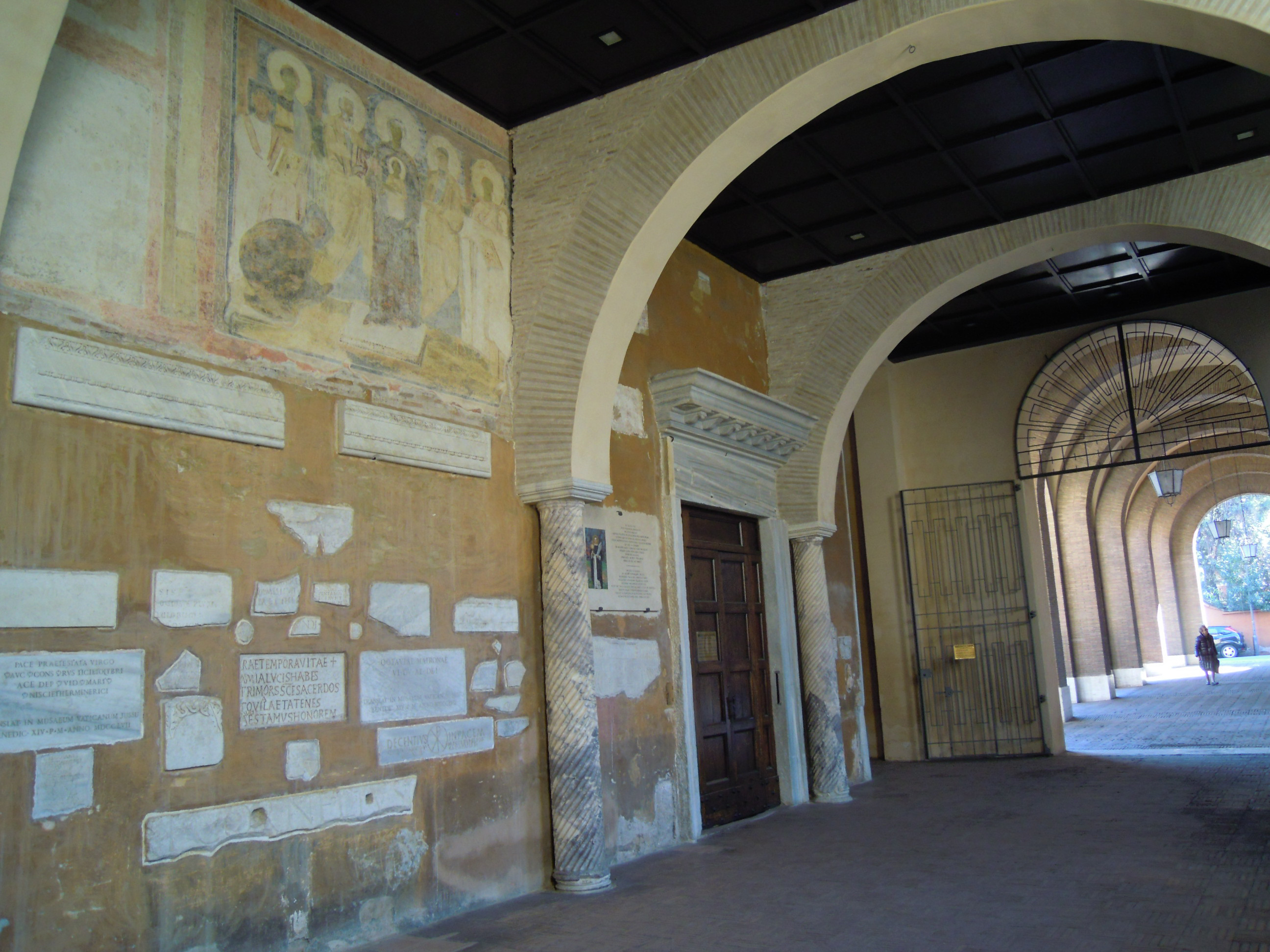
Atrium.

#### Porte de bois sculptée en bas-reliefs

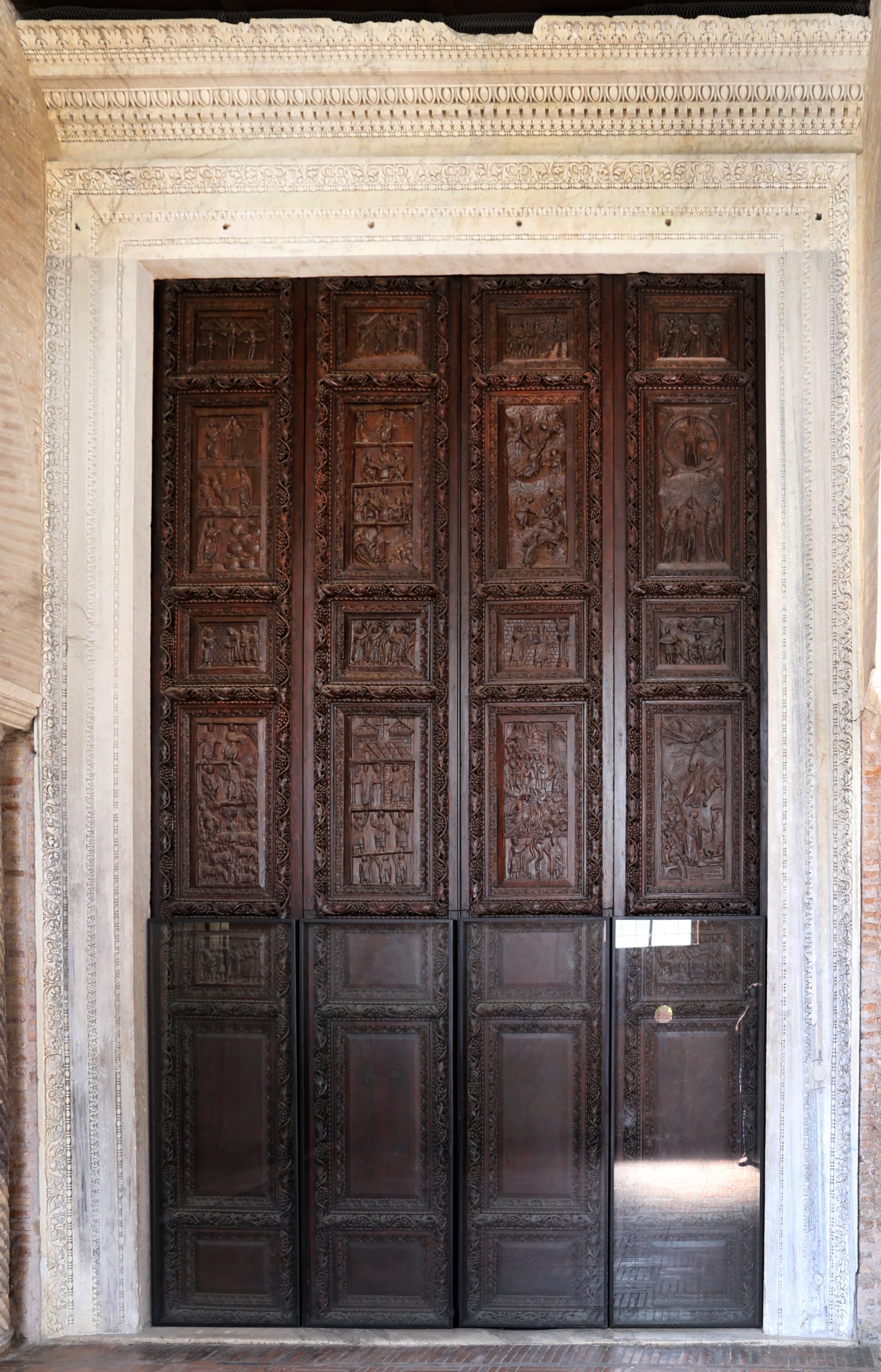
La porte de bois, vue d'ensemble. Sur les vingt-huit panneaux, dix-huit nous sont parvenus.

L'entrée principale se fait par une porte en bois du Ve siècle, à deux vantaux, qui constitue le plus ancien exemple de bois sculpté de l'époque paléochrétienne.
La porte en bois de cyprès de la basilique est la porte originale datant du Ve siècle (vers 430). Les deux battants (5,35 × 3,35 m) sont composés de vingt-huit panneaux, dont dix-huit ont conservé leurs sculptures en bas-relief représentant des scènes de la Bible : dix petits panneaux mesurant 0,33 m de largeur sur 0,24 m de hauteur, et huit grands panneaux ayant la même largeur et 0,80 m de hauteur.
La porte est restée à son emplacement d'origine, en excellent état, avec toutefois quelques restaurations et l'ajout ultérieur de la bande décorative de grappes de raisin et de feuilles de vigne qui entoure les panneaux individuels.
Des scènes de l'Ancien et du Nouveau Testament sont représentées, notamment les histoires de Moïse, d'Élie, de l'Épiphanie, des miracles du Christ, de la Crucifixion et de l'Ascension. Dans la disposition actuelle, les récits sont mélangés, sans séparation entre la partie relative à l'Ancien Testament et la partie consacrée au Nouveau, illustrant le parallélisme entre la loi mosaïque et celle du Christ, thème qui a été repris des siècles plus tard, par exemple sur les murs de la chapelle Sixtine.

Les deux panneaux du bas
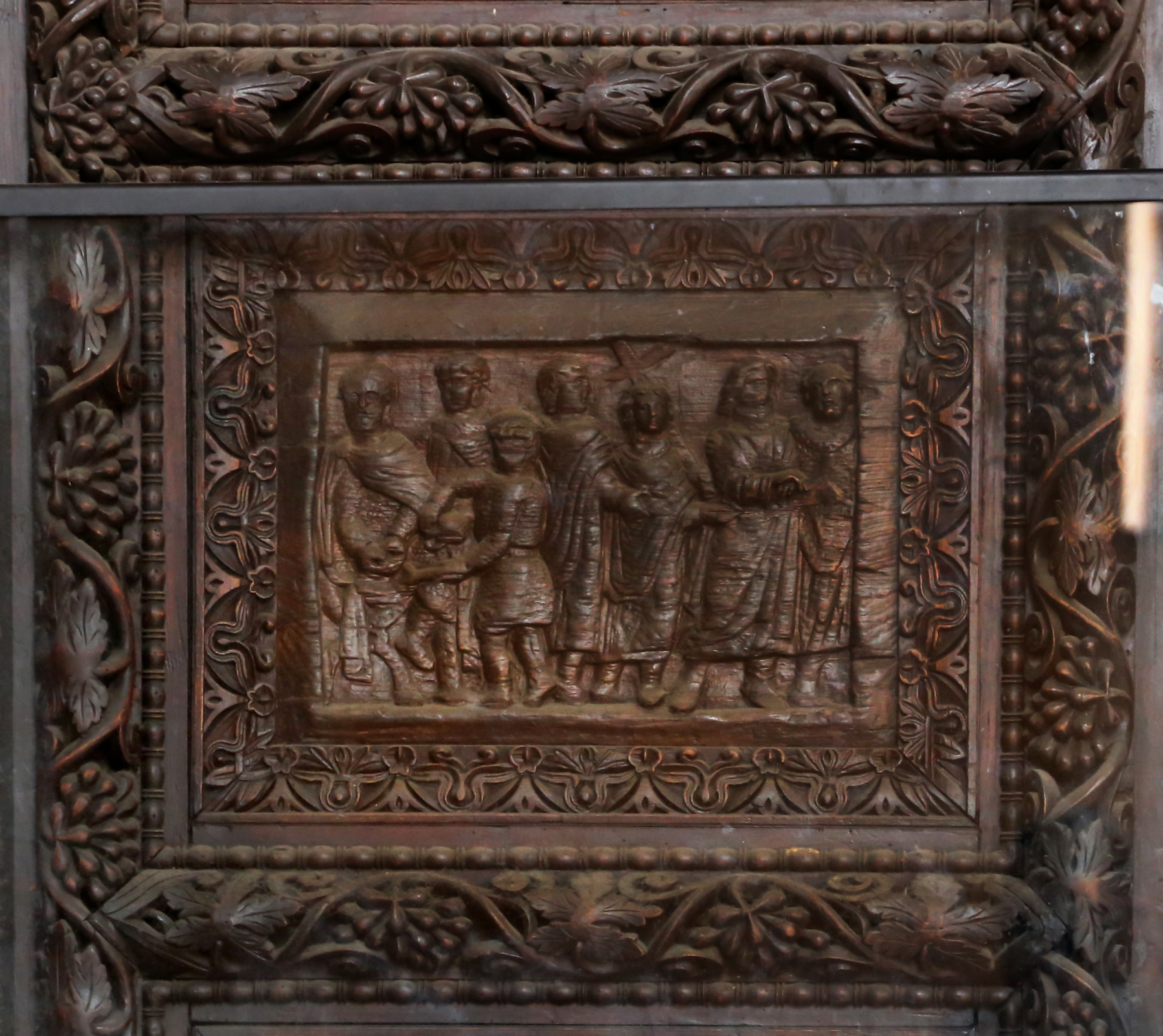
1re colonne : 5. Le Christ condamné par Pilate.
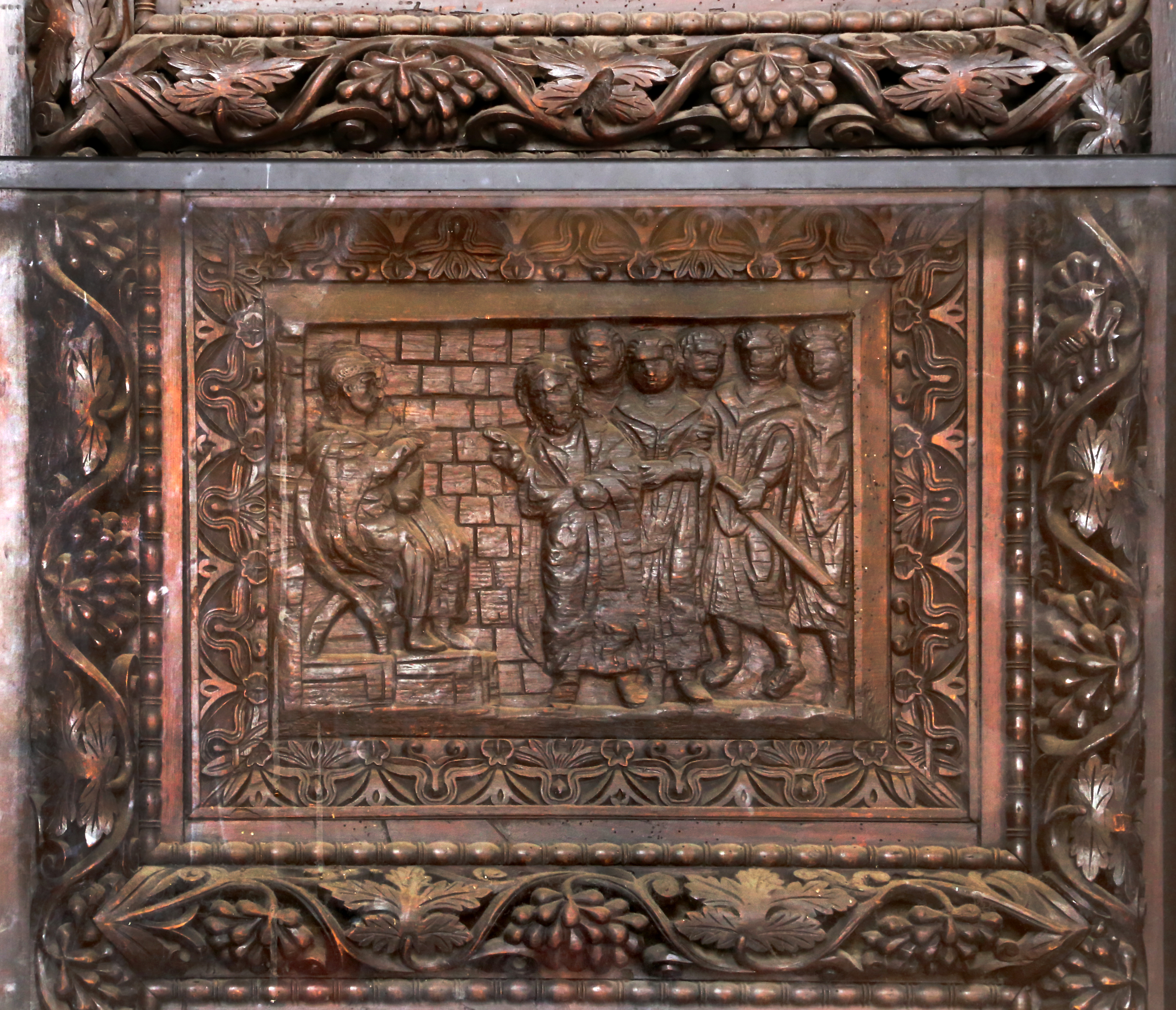
4e colonne : 5. Le Christ devant Caïphe.

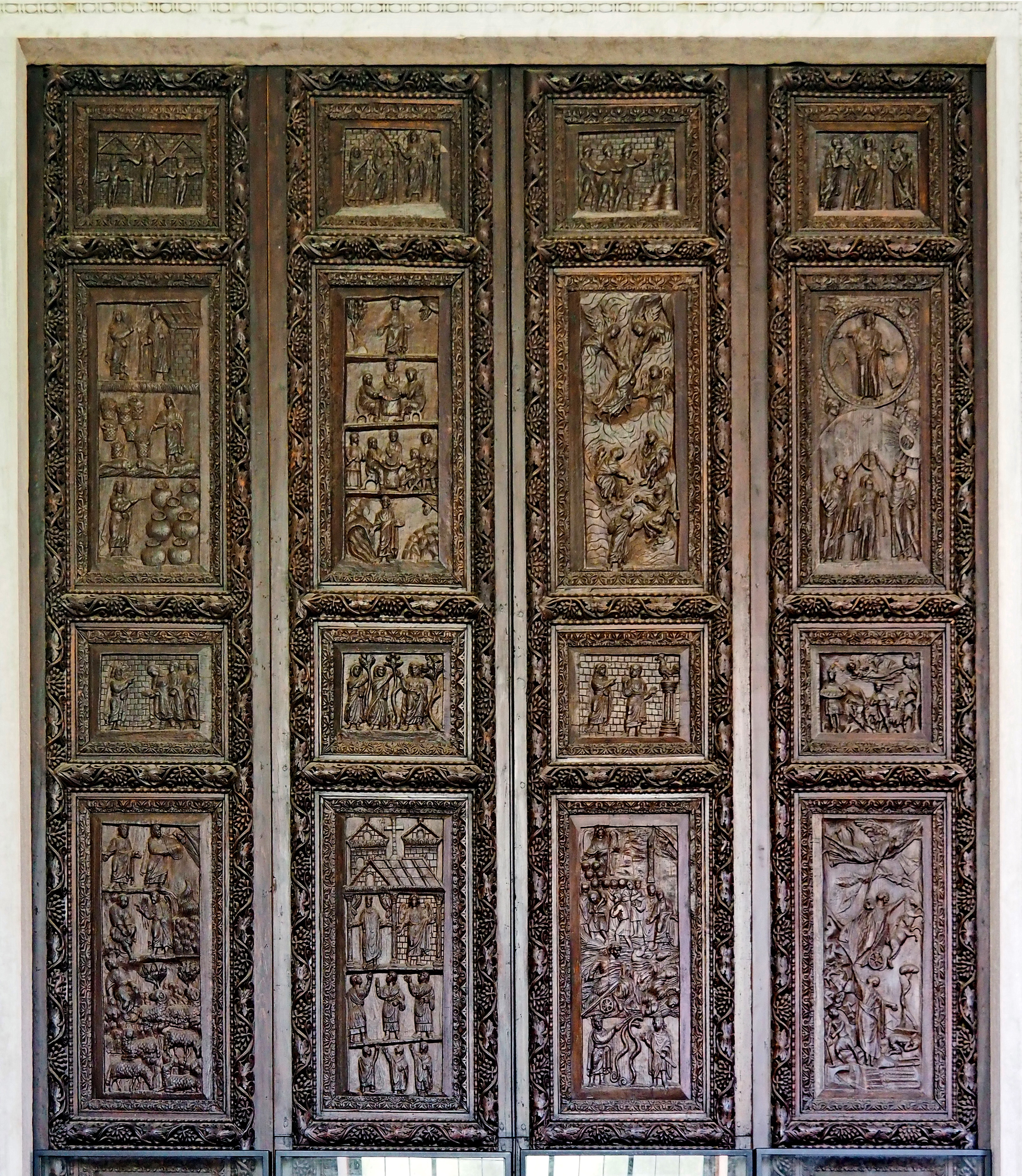
Première colonne : 1. Crucifixion. 2. Guérison de l'aveugle-né ; Multiplication des pains et des poissons ; Noces de Cana. 3. Le Christ réprimande Thomas. 4. Trois épisodes de la vie de Moïse. (5. Le Christ condamné par Pilate, ci-dessous).Deuxième colonne : 1. L'Ange et les deux Marie au Tombeau. 2. Quatre épisodes de Moïse et les Juifs dans le désert. 3. Le Christ ressuscité apparaît aux deux Marie. 4. Scène d'acclamation.Troisième colonne : 1. Épiphanie. 2. Ascension. 3. Le Christ prédit le reniement de Pierre. 4. Trois épisodes de l'Exode des Juifs.Quatrième colonne : 1. Le Christ sur le chemin d'Emmaüs. 2. Triomphe du Christ et de l'Église. 3. Habacuc vole vers Daniel. 4. Élie monte au ciel. (5. Le Christ devant Caïphe, ci-dessous).
Les deux panneaux du bas
Battenti in cipresso di santa sabina, V secolo, 16 cristo condannato da pilato.jpg

Deux artistes très différents ont travaillé sur la porte de bois : l'un d'inspiration classico- hellénistique, l'autre d'inspiration populaire tardo-antique.

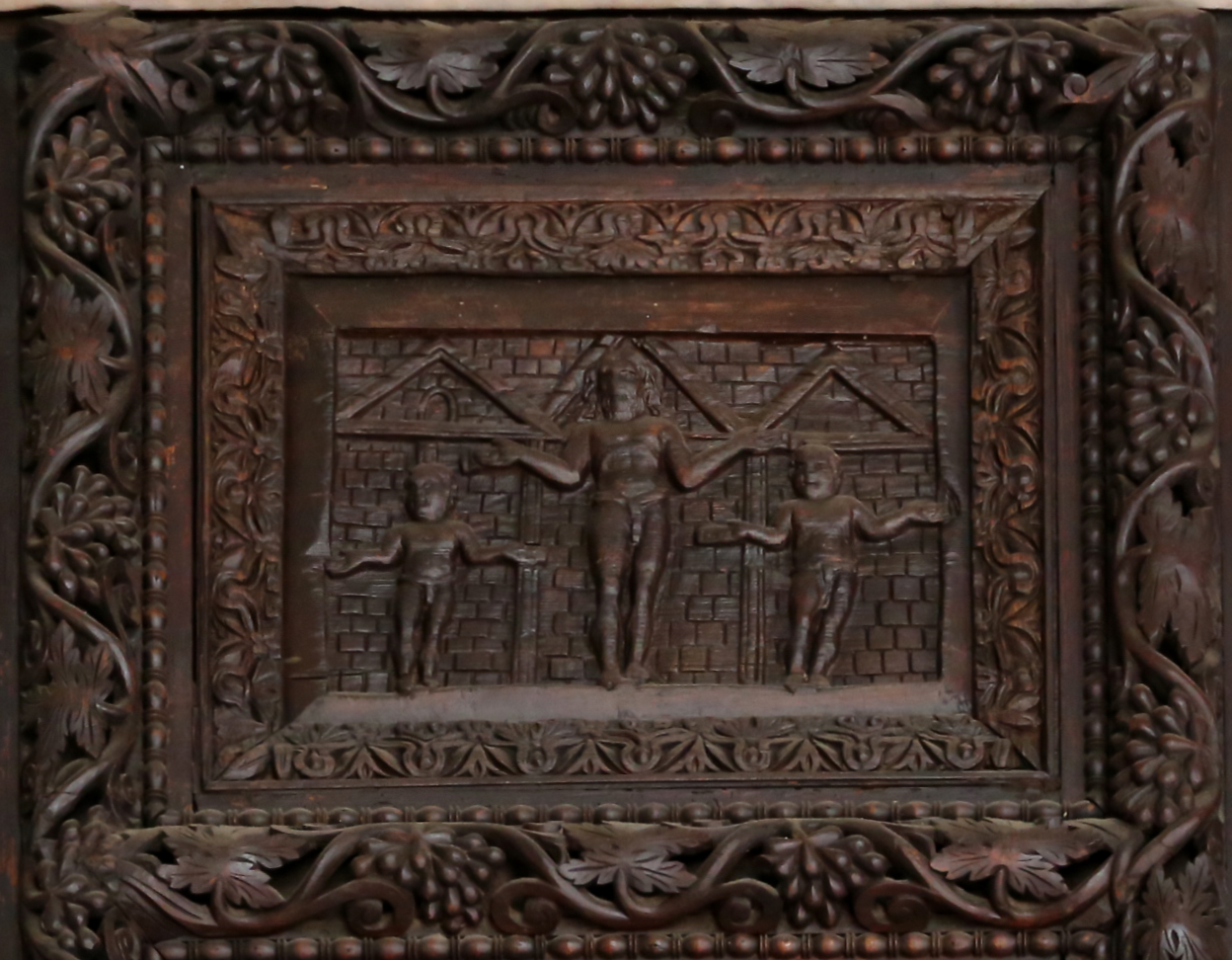
1re colonne : 1. Crucifixion.

Le panneau de la Crucifixion appartient à ce deuxième artiste. Le Christ est représenté avec des dimensions plus grandes, pour signifier sa supériorité morale. Il n'y a pas de recherche de perspective, les personnages reposent sur un mur qui simule des briques, et les croix ne peuvent être aperçues que derrière les têtes et les mains des larrons : aux premiers temps du christianisme, il y avait une interdiction de représenter le Christ dans son tourment, entre autres parce que le souvenir de la mort sur la croix comme punition réservée aux esclaves était encore vivace. 
Cette représentation de la Crucifixion serait la plus ancienne connue. Devant une muraille rappelant Jérusalem, un Christ athlétique, vêtu du subligaculum, est entouré des deux larrons au visage imberbe. « Les croix sont étrangement absentes. Le visage du Christ est barbu et entouré d'une longue chevelure. Les bras ont la position de l'orant. Les paumes des mains tournées vers le spectateur font voir la tête arrondie des clous. Les pieds des trois crucifiés reposent sur l'encadrement du bas et ne sont pas cloués ». Dans cet art sommaire, la sculpture est sèche, très directe, devant être comprise par le peuple, puisque exposée dans un lieu de culte public.

### Intérieur

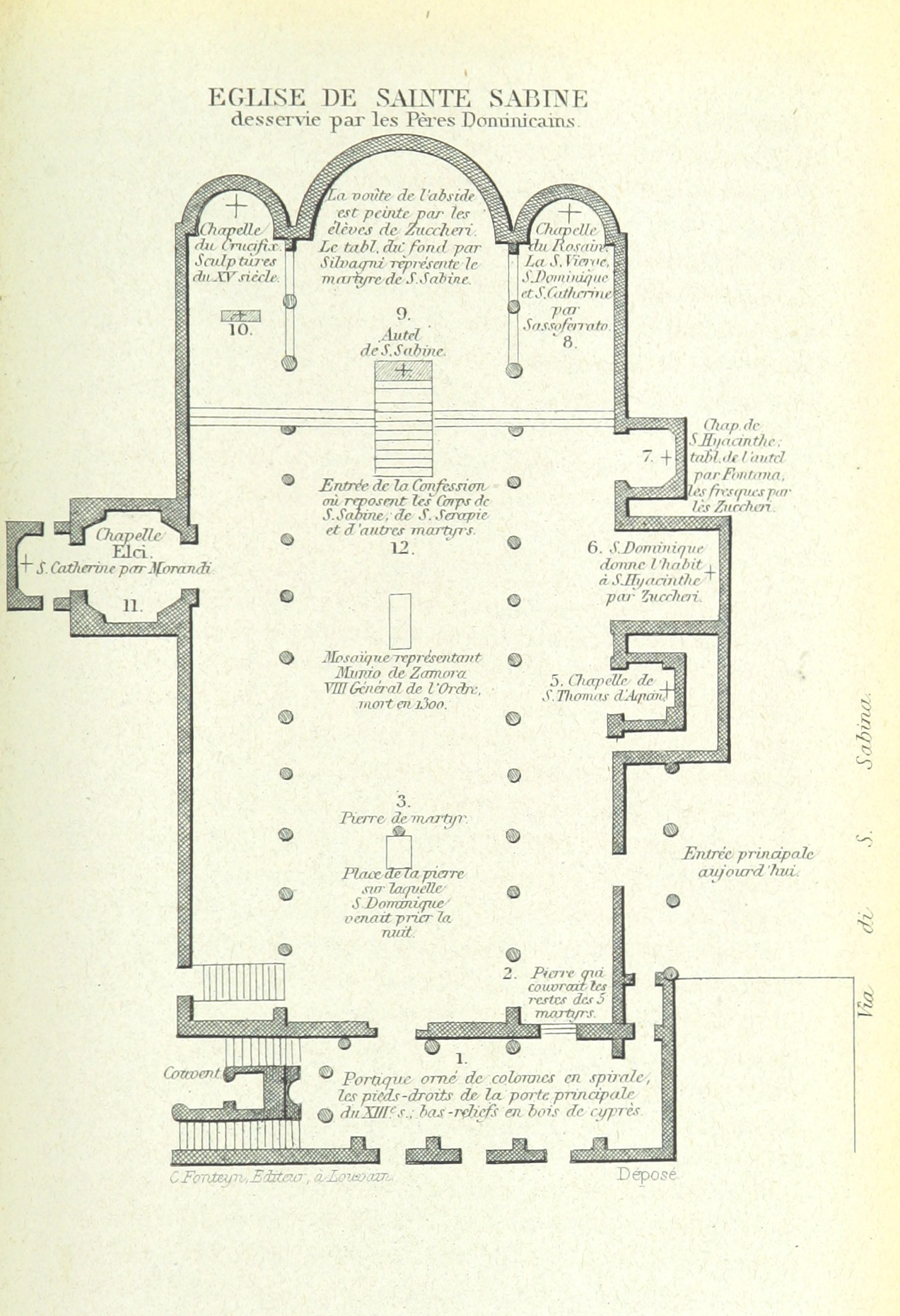
Plan de la basilique (Rome et ses monuments, Louvain, 1866).

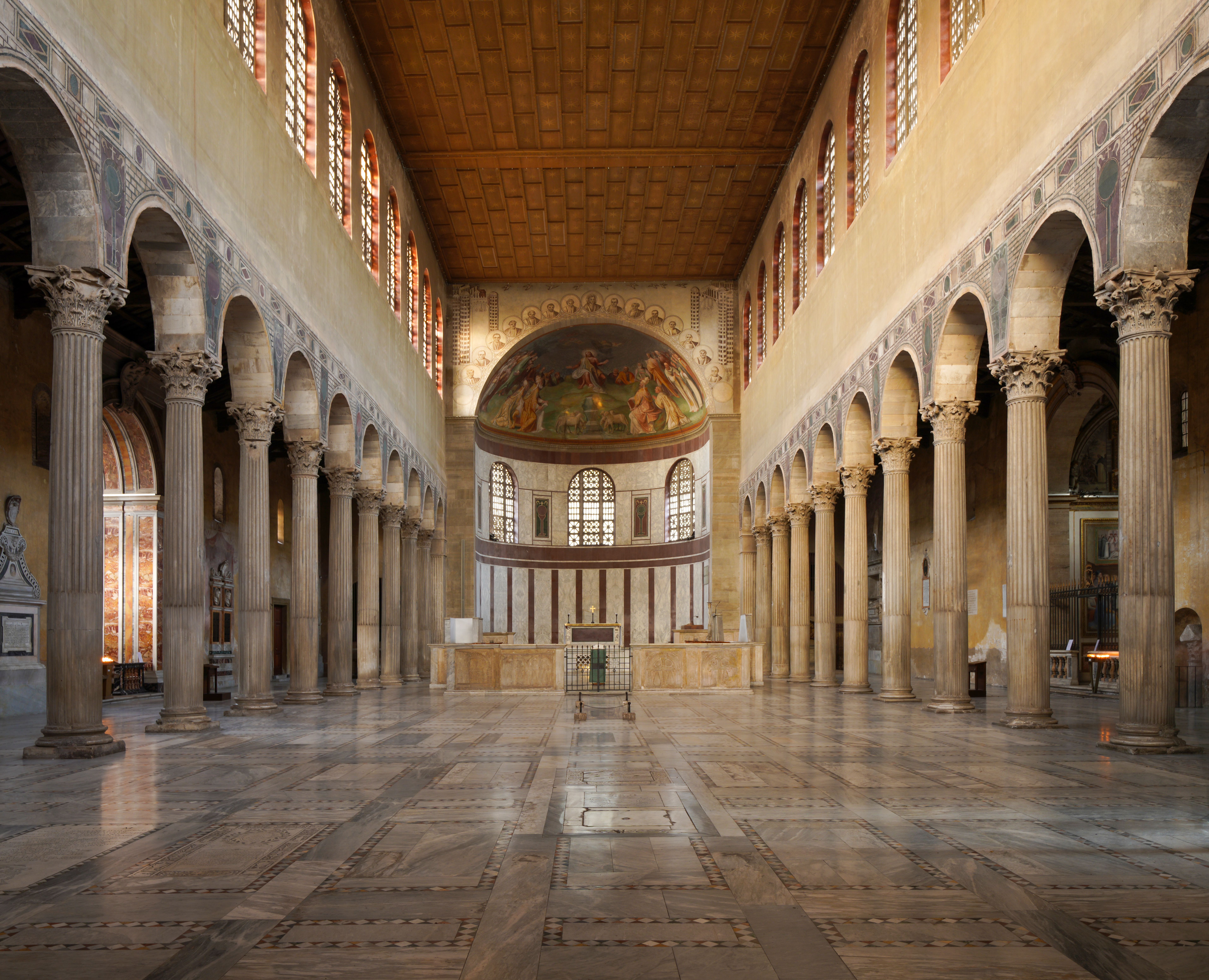
Intérieur de l'église Sainte-Sabine.

À l'intérieur, l'église présente clairement un plan basilical à trois nefs, divisées par deux rangées de douze colonnes antiques, d'ordre corinthien, provenant d'un monument impérial tardif, probablement jamais mis en service, et une grande abside semi-circulaire correspondant à la nef centrale.
Il ne reste des rénovations baroques que les deux chapelles latérales à plan quadrangulaire, dédiées à saint Hyacinthe à droite et à Catherine de Sienne à gauche, couvertes d'une coupole. La partie supérieure de la nef centrale, dotée d'un plafond à caissons moderne (1938), était autrefois couverte de mosaïques. Seuls les espaces entre les arcs conservent des emblèmes en opus sectile. Cette basilique, qui compte trois nefs avec un narthex et une triple ouverture de fenêtres dans l'abside, est la première église paléochrétienne comportant des arcs entre les colonnes au lieu d'une architrave.
Les arcs sont recouverts de panneaux de marbre polychrome. L'arc de triomphe présente des médaillons qui suivent la forme de l'arc avec le Christ au milieu et une colombe représentant le Saint-Esprit, les bustes des douze apôtres et, aux extrémités, les villes saintes de Bethléem et Jérusalem.
Le sol est couvert de nombreuses pierres tombales. Au centre de la nef se trouve celle de Fra Muñoz di Zamora, général des Dominicains, construite en 1300 et décorée de mosaïque, contrairement aux autres, par Jacopo Torriti ou Fra Pasquale da Viterbo.
Près du presbytère se trouve la Schola Cantorum, reconstruite en 1936, s'inspirant de l'original paléochrétien du IXe siècle et réutilisant les vestiges des anciennes balustrades appelées plutei. Les dalles de marbre latérales sont décorées de motifs végétaux et animaux, et d'autres symboles cosmogoniques. Dans la Schola Cantorum est exposée une dalle provenant du couvercle du coffre en marbre qui contenait les reliques de sainte Sabine et d'autres martyrs : Sérapia, Eventius, Alexandre et Théodule.
L'abside est couronnée par un arc de triomphe orné d'images d'apôtres, refait au XXe siècle d'après une copie du XVIIe siècle de Giovanni Giustino Ciampini. L'abside était également décorée de mosaïques et dans le bassin de l'abside se trouve une fresque de 1569 de Taddeo Zuccari, représentant Jésus, les apôtres et les saints enterrés dans la basilique.
L'autel principal, placé sur un sol surélevé, est caractérisé par un antependium en porphyre rouge.

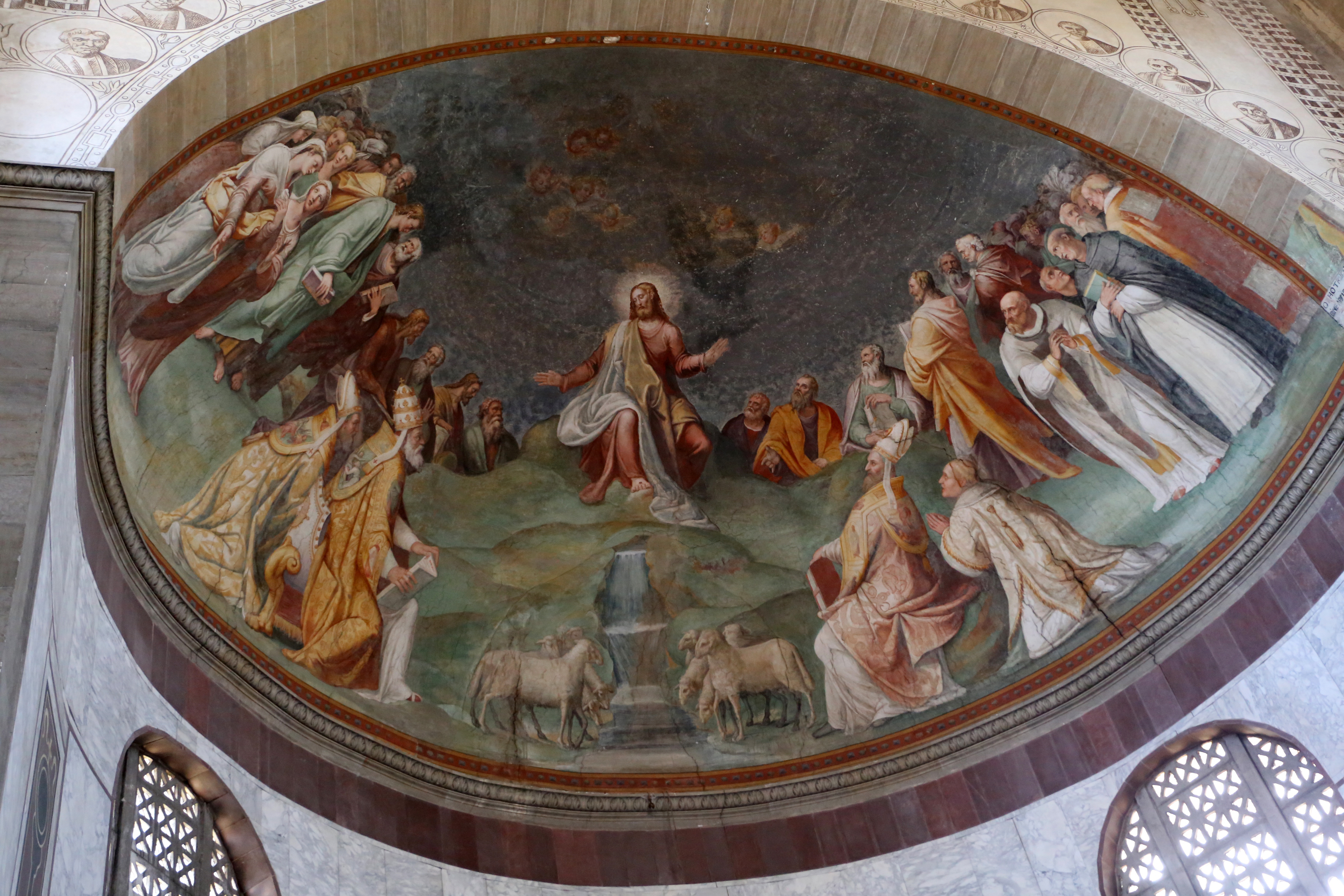
Le Christ et ses apôtres, fresque de l'abside, par Taddeo Zuccari, 1560.
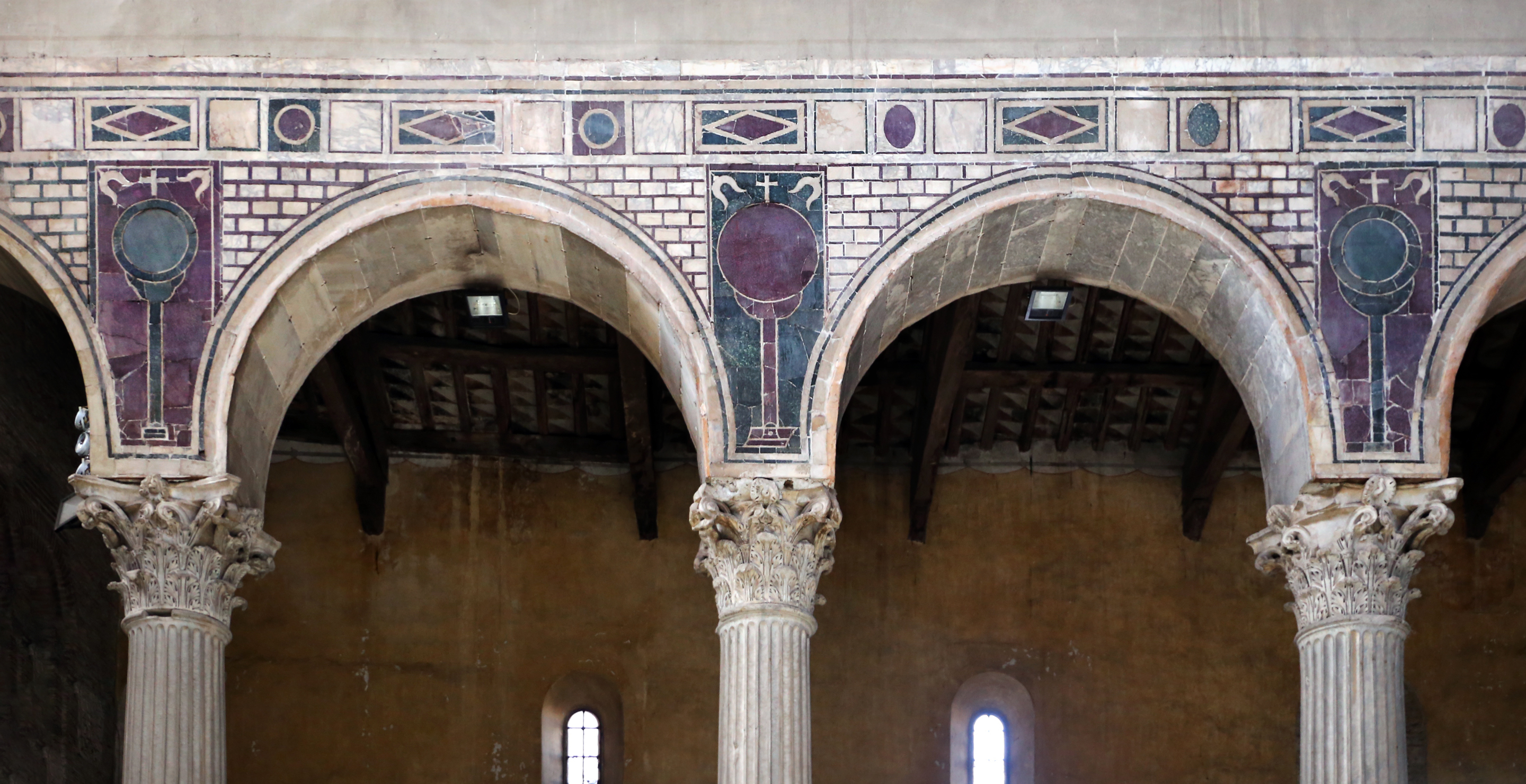
Décoration de la nef centrale en opus sectile.

Le dessus de la porte est orné d'une grande mosaïque présentant la dédicace originale de l'église, en hexamètres latins. La frise de la nef centrale est également un vestige du Ve siècle. La phrase est encadrée par deux figures féminines, qui correspondent à des personnification des figures allégoriques de l'Ecclesia Ex Circoncisione et l'Ecclesia Ex Gentibus. 

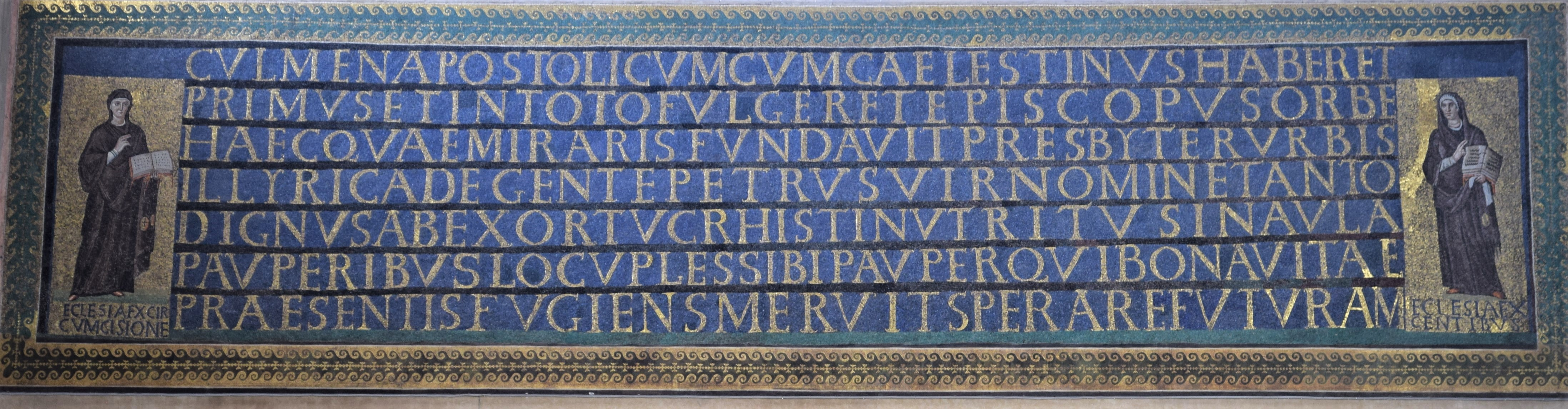
Dédicace en mosaïque.

Les cellules du couvent dominicain ont peu changé depuis les débuts de l'ordre des Prêcheurs. La cellule de saint Dominique est toujours présente, bien qu'elle ait été agrandie et transformée en chapelle. De même, la salle à manger d'origine subsiste, où saint Thomas d'Aquin prenait ses repas quand il était à Rome. Le cardinal Howard de Norfolk est mort au couvent en 1694. Le cloître du couvent abrite toujours une vie monastique.

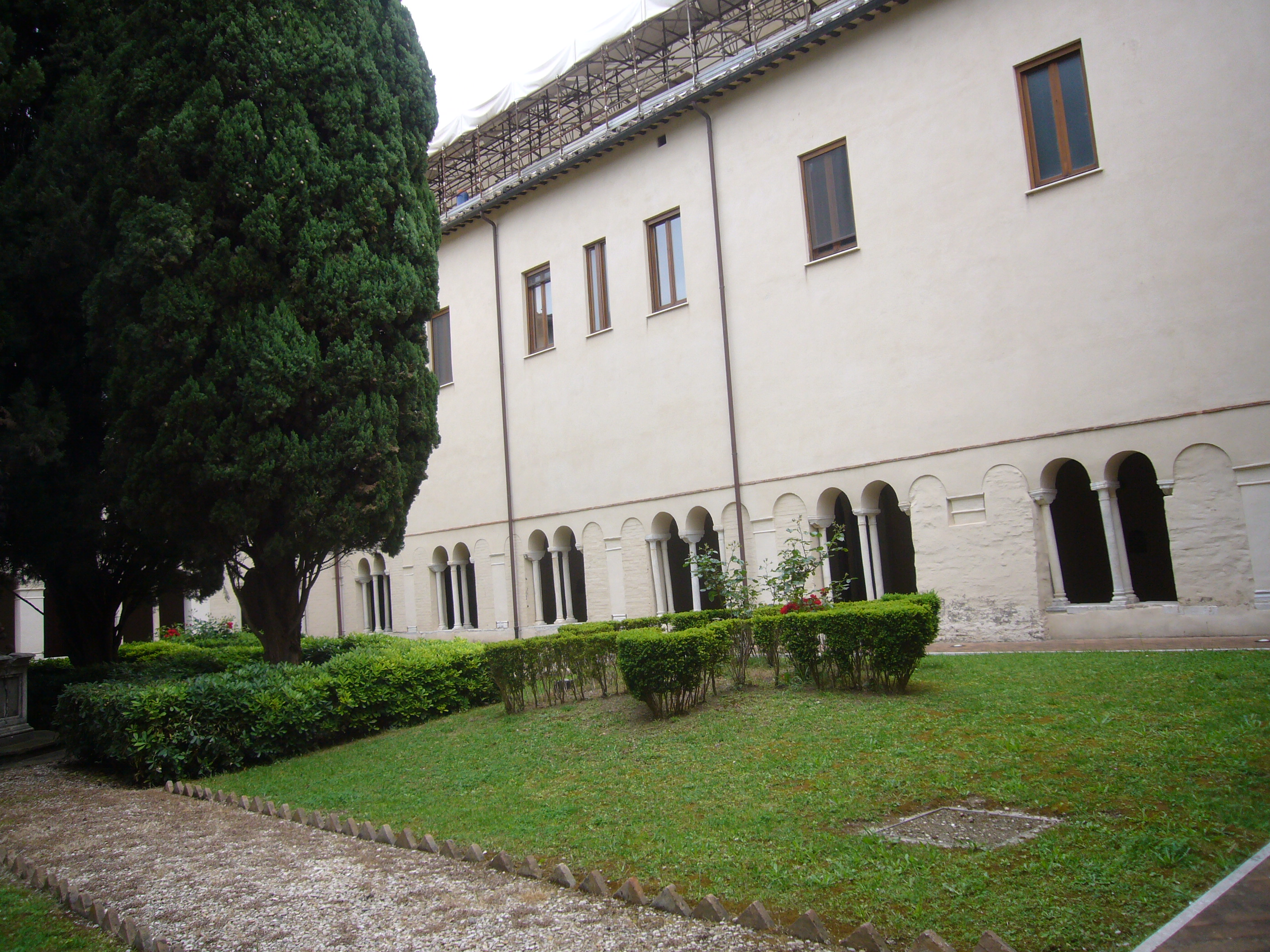
Cloître.
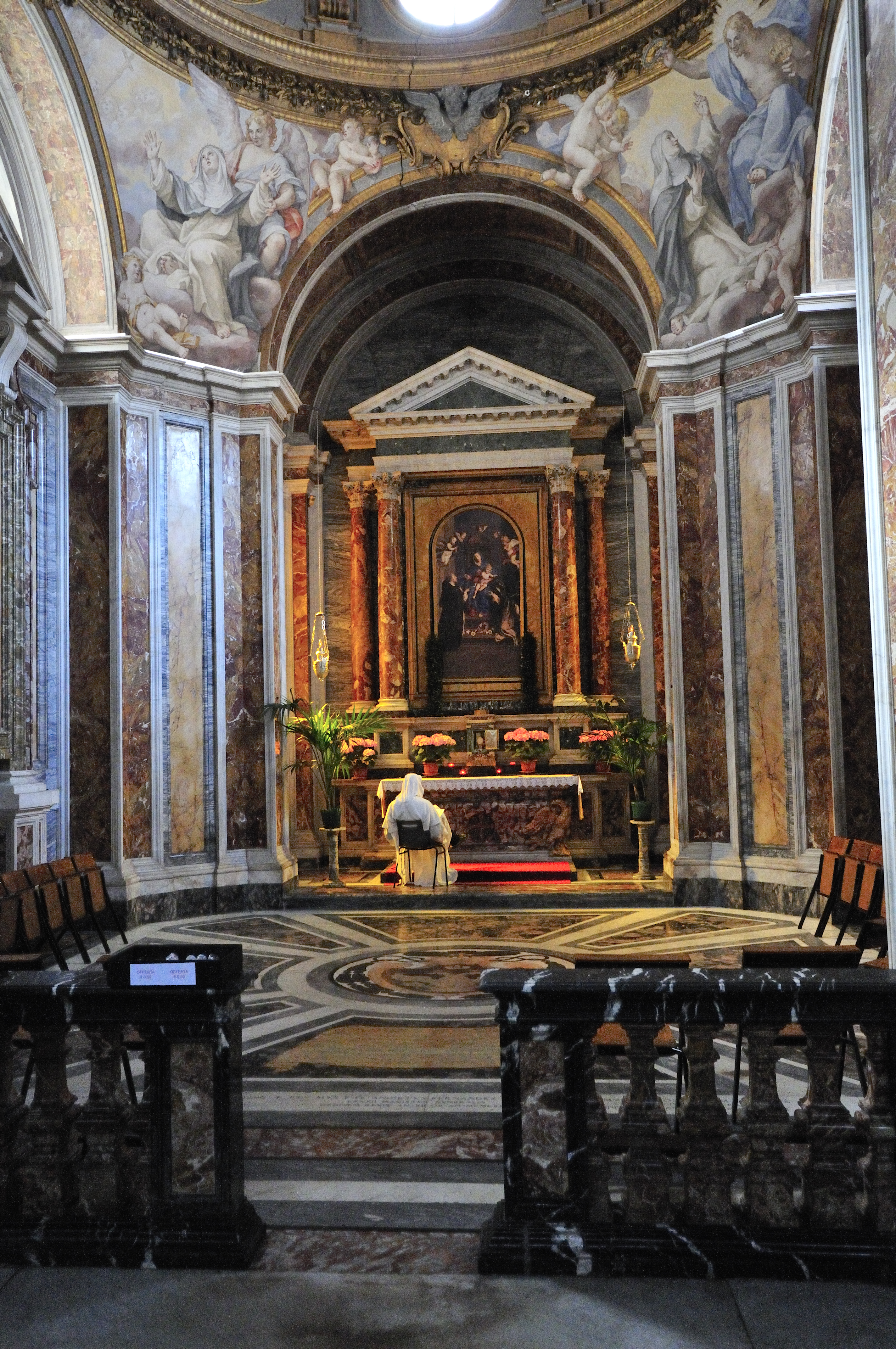
Chapelle baroque.
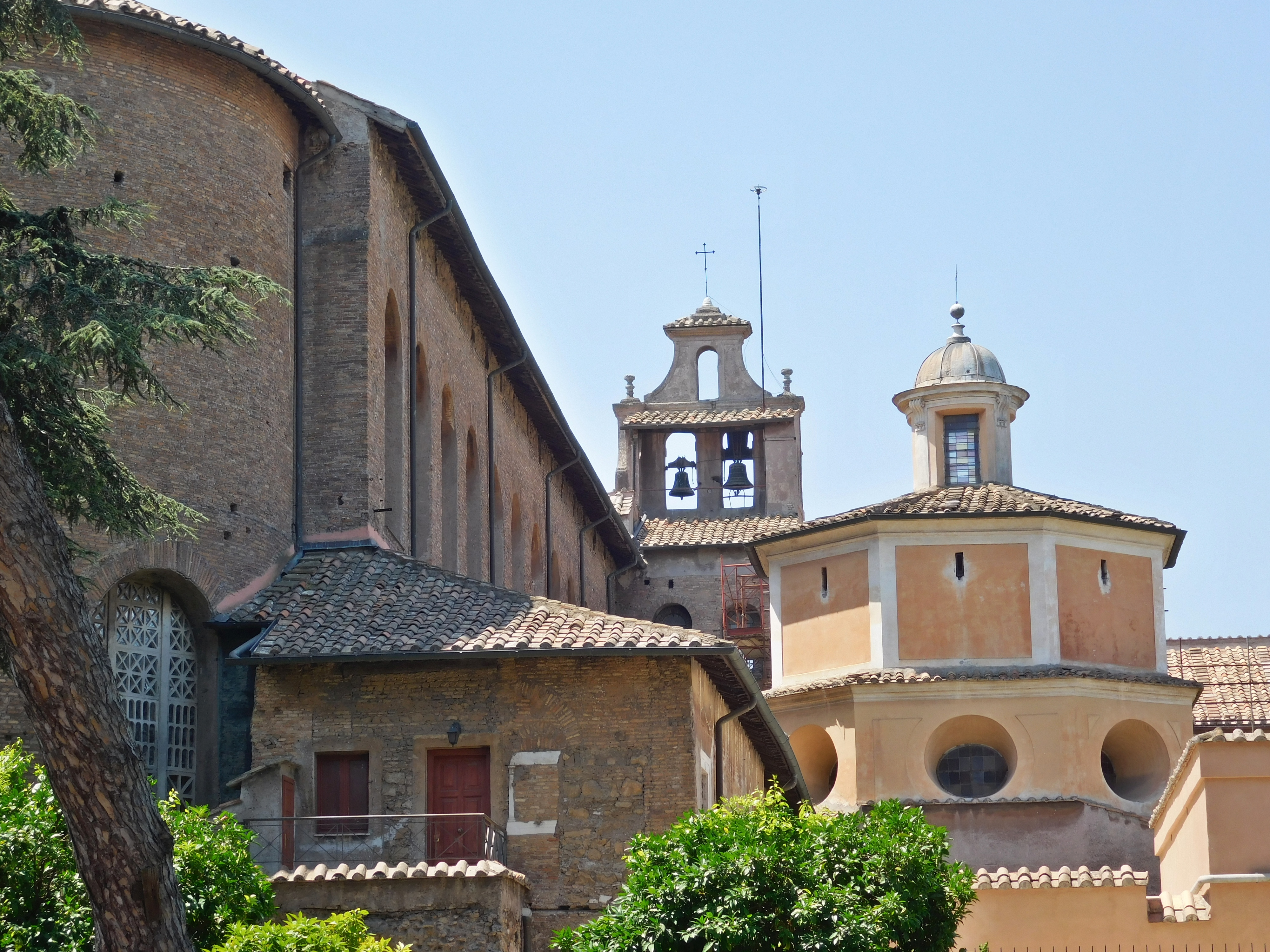
Vue du complexe.

## Fouilles sous la basilique

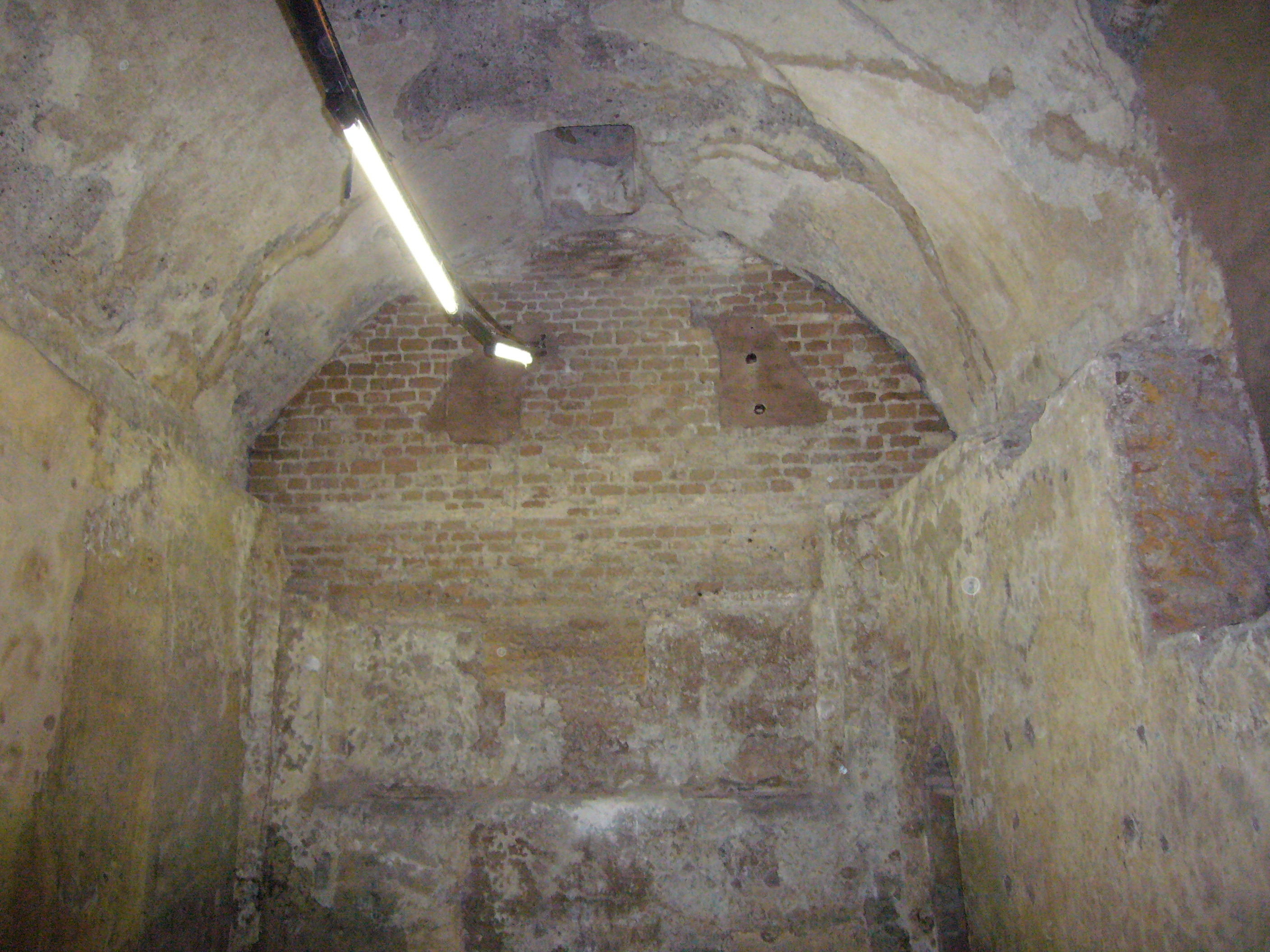
Ancienne citerne.

Diverses campagnes de fouilles ont été menées sous l'église pour documenter le côté nord-ouest de l'Aventin, principalement en 1855-1857 et en 1936-1939.
Dans la zone située à la limite nord de l'église, aux confins du jardin moderne, on a retrouvé une section de la muraille Servienne, dans laquelle on voit clairement la superposition des deux phases de travaux : les murs archaïques du VIe siècle avant J.-C. en blocs de tuf palatin, le soi-disant cappellaccio, et ceux reconstruits après le sac des Gaulois sénons en tuf de Grotta Oscura (début du IVe siècle avant J.-C.).
De nombreux bâtiments ont été construits à proximité des murs. Les plus anciennes découvertes ici remontent au IIe siècle avant J.-C. et sont probablement des maisons privées, avec des murs en opus incertum et des sols en mosaïque avec des inserts en marbre. À l'extérieur des murs se trouvent des bâtiments plus tardifs en opus reticulatum : à cette occasion des passages furent ouverts dans les murs, aujourd'hui obsolètes, pour faciliter le passage.
Au IIe siècle après J.-C., certaines de ces salles furent restaurées et utilisées par une communauté isiaque, qui y fit placer des peintures et graver des graffitis liés au culte. Au IIIe siècle, certaines salles furent reconstruites en briques, probablement pour créer un complexe thermal.
Sous le portique de l'église, les archéologues ont découvert une ancienne route parallèle au Vicus Armilustri (plus à l'ouest), peut-être le Vicus Altus. Là ont été découverts les vestiges d'un bâtiment en briques avec une cour centrale, avec des mosaïques qui le datent de l' époque augustéenne.
Les fouilles à l'intérieur de la basilique ont mis au jour des vestiges plus intéressants : quelques maisons du début de l' époque impériale avec de magnifiques mosaïques. On remarque également un petit temple in antis avec deux colonnes de pépérin entre les portes, qui devait remonter au IIIe siècle avant J.-C. : un mur en opus reticulatum le scellait en fermant les entrecolonnements, l'incorporant à la riche domus du Ier siècle après J.-C. d'où proviennent les mosaïques. Le lieu de culte ne devait pas être le temple de Junon Regina , qui se trouvait à proximité, mais fut certainement utilisé plus longtemps, mais l'un des sanctuaires mineurs de la région, peut-être celui de Jupiter Liber et Libera.

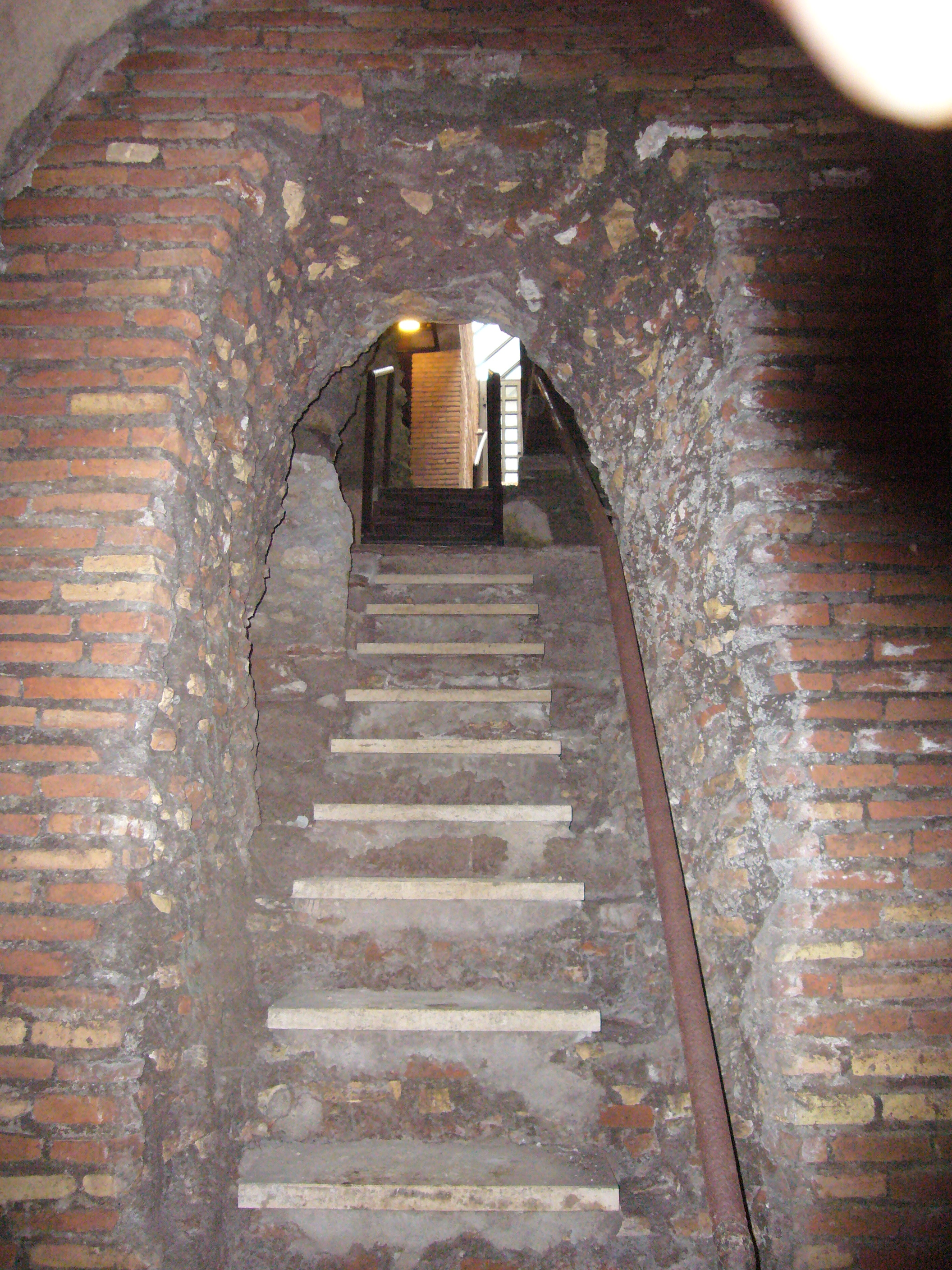
Entrée des fouilles.
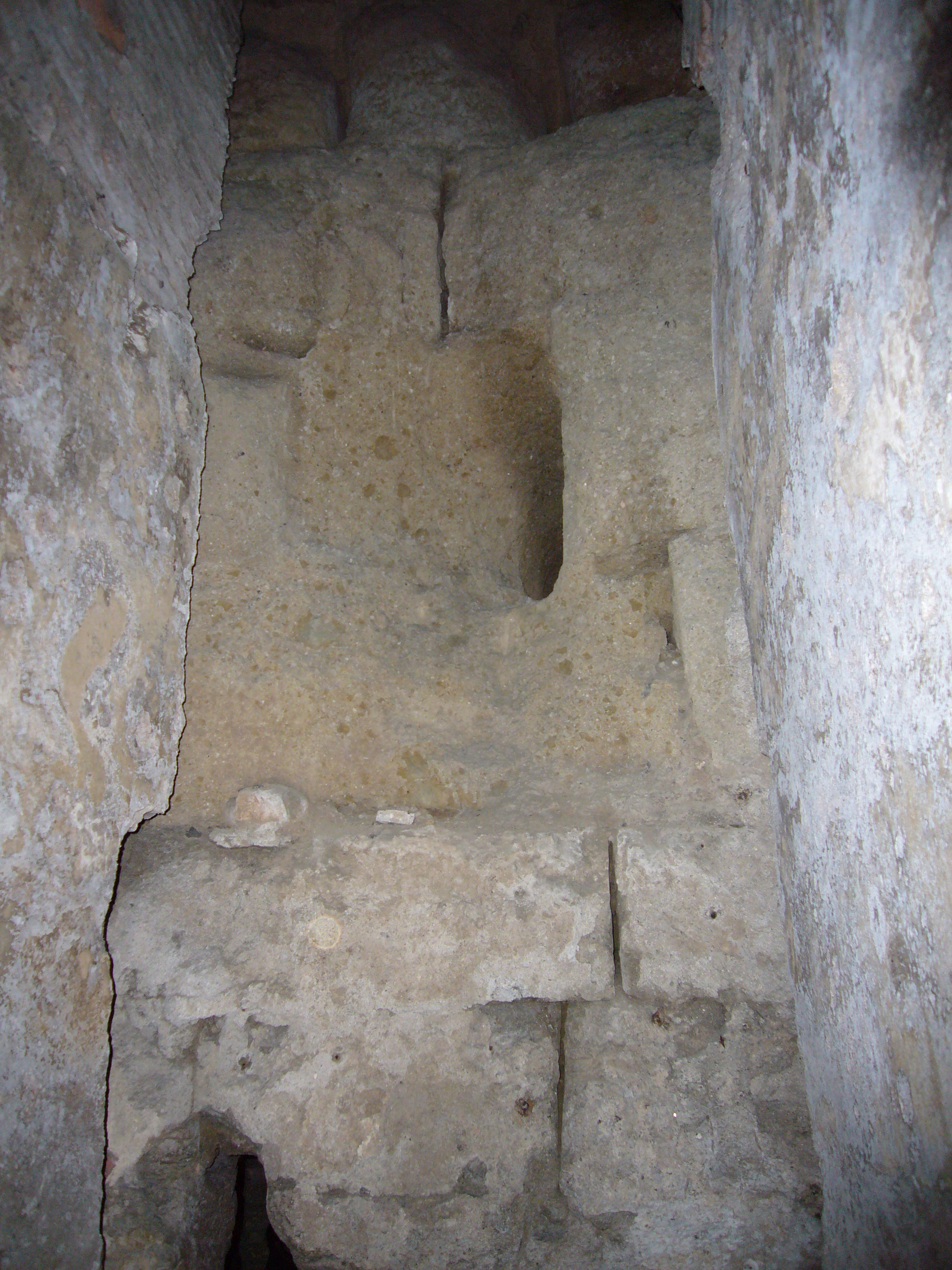
Muraille servienne.
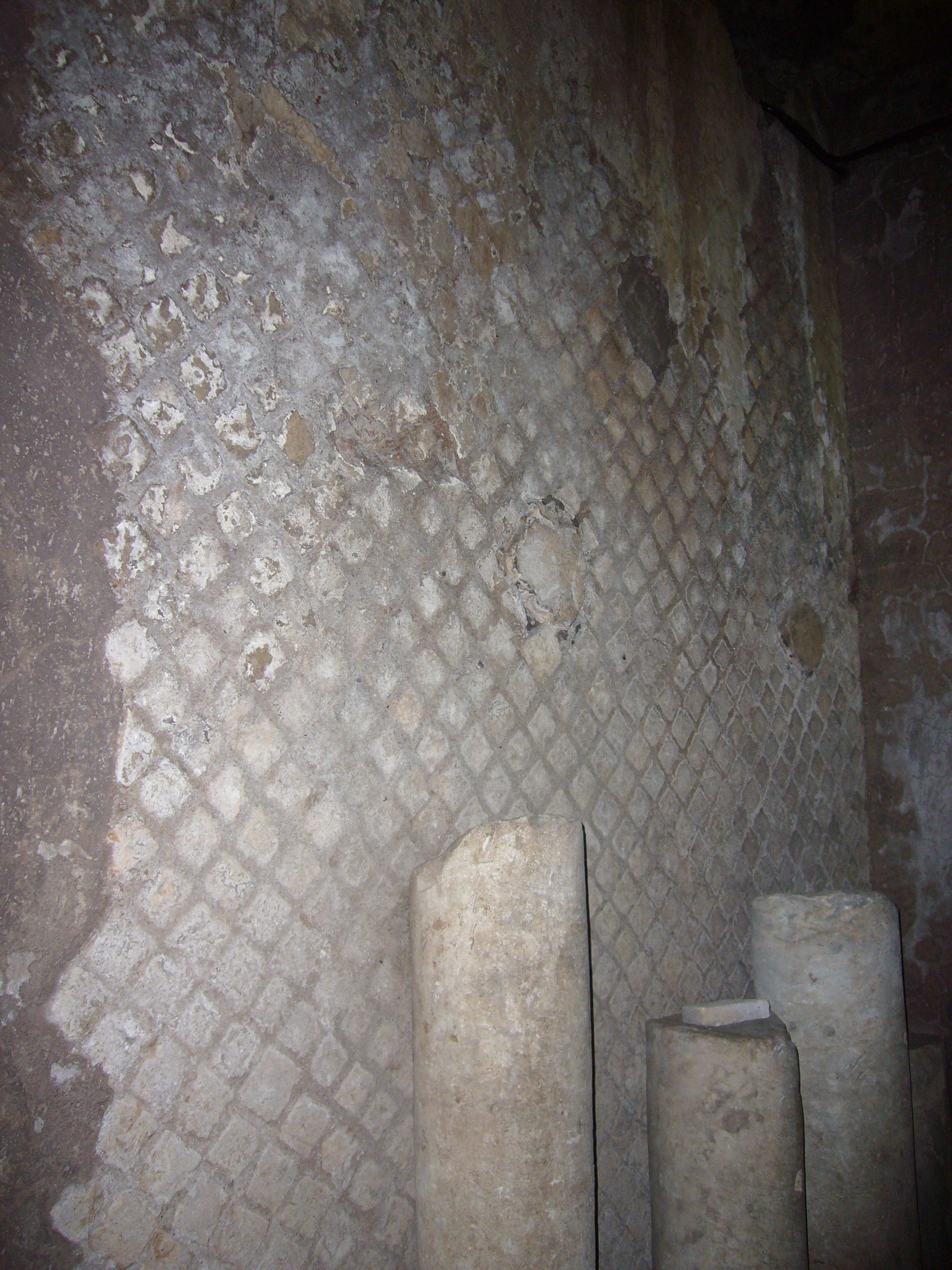
Mur en opus reticulatum.
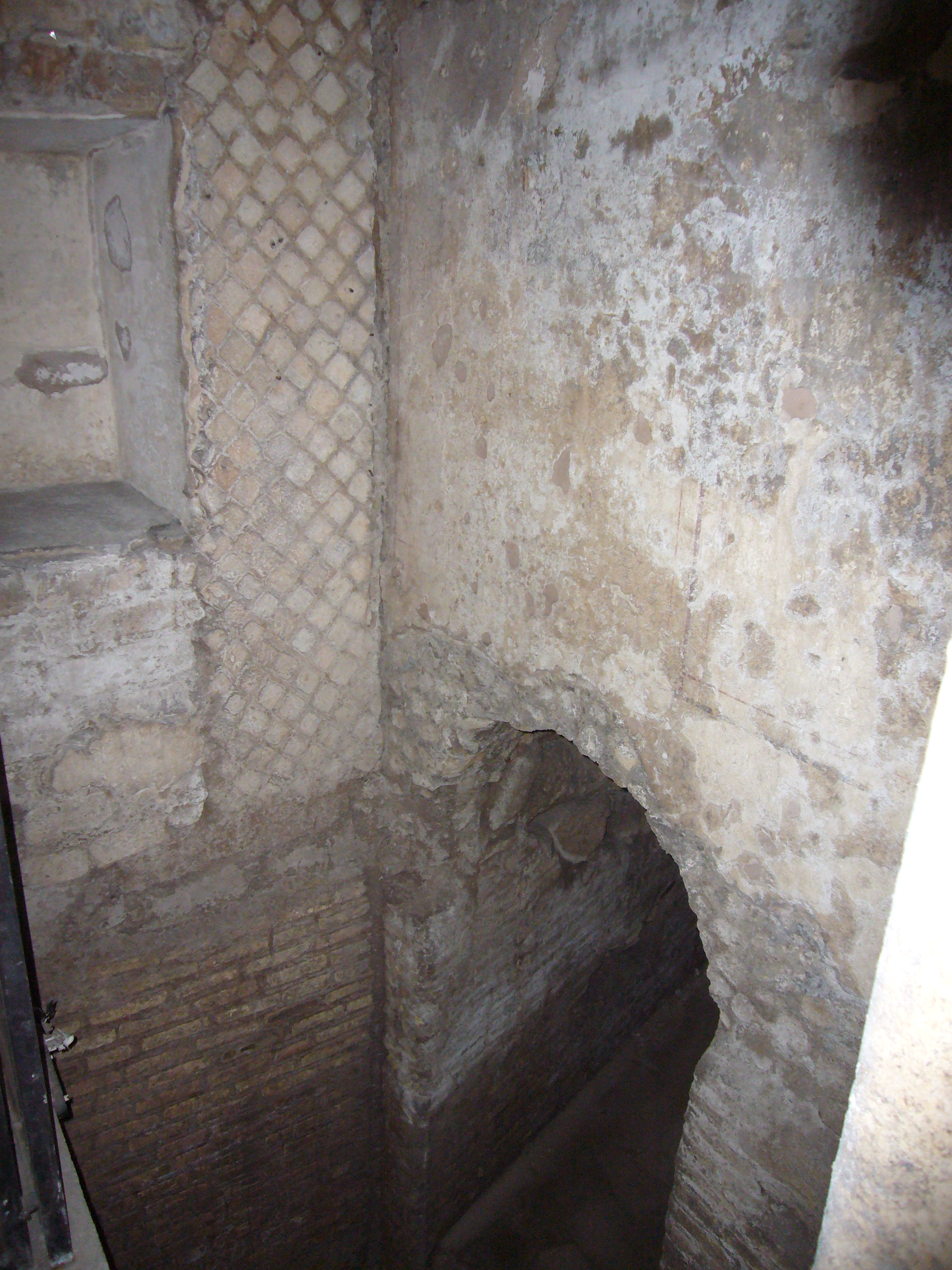
Différents niveaux des fouilles.